# Parque Estadual Roberto Ribas Lange
O Parque Estadual Roberto Ribas Lange é uma unidade de conservação situada nos municípios brasileiros de Antonina e Morretes, no estado do Paraná. A unidade de conservação, com área de 2.698,69 hectares, foi criada pelo Decreto Estadual nº 4267 de 21 de novembro de 1994.